# Bastida Pancarana
Bastida Pancarana är en ort och kommun i provinsen Pavia i regionen Lombardiet i Italien. Kommunen hade 993 invånare (2018).